# Khatanbaatar Magsarjav
Khatanbaatar Magsarjav (Хатанбаатар Магсаржав), né en 1877 et décédé le 3 septembre 1927 est un homme politique mongol, Premier ministre du pays de février à mars 1921.